# Granges-sur-Lot
Granges-sur-Lot (okzitanisch: Granges d’Olt) ist eine französische Gemeinde mit 589 Einwohnern (Stand: 1. Januar 2022) im Département Lot-et-Garonne in der Region Nouvelle-Aquitaine. Granges-sur-Lot liegt im Arrondissement Agen und gehört zum Kanton Le Confluent. Die Einwohner werden Grangeais genannt.

## Geografie
Granges-sur-Lot liegt etwa 25 Kilometer nordnordwestlich von Agen am Lot, der die Gemeinde im Norden begrenzt. An der nordöstlichen Gemeindegrenze mündet die Bausse in den Lot. Umgeben wird Granges-sur-Lot von den Nachbargemeinden Castelmoron-sur-Lot im Norden und Nordosten, Le Temple-sur-Lot im Osten und Nordosten, Montpezat im Osten und Südosten, Saint-Sardos im Süden sowie Lafitte-sur-Lot im Westen und Südwesten.
Durch die Gemeinde führt die frühere Route nationale 666 (heutige D911).

## Bevölkerungsentwicklung
| Jahr                       | 1962 | 1968 | 1975 | 1982 | 1990 | 1999 | 2006 | 2018 |
| -------------------------- | ---- | ---- | ---- | ---- | ---- | ---- | ---- | ---- |
| Einwohner                  | 393  | 421  | 403  | 459  | 527  | 540  | 595  | 585  |
| Quellen: Cassini und INSEE |      |      |      |      |      |      |      |      |

## Sehenswürdigkeiten
- Kirche Saint-Côme-et-Saint-Damien
- Café Le Sébastopol, Monument historique seit 1998

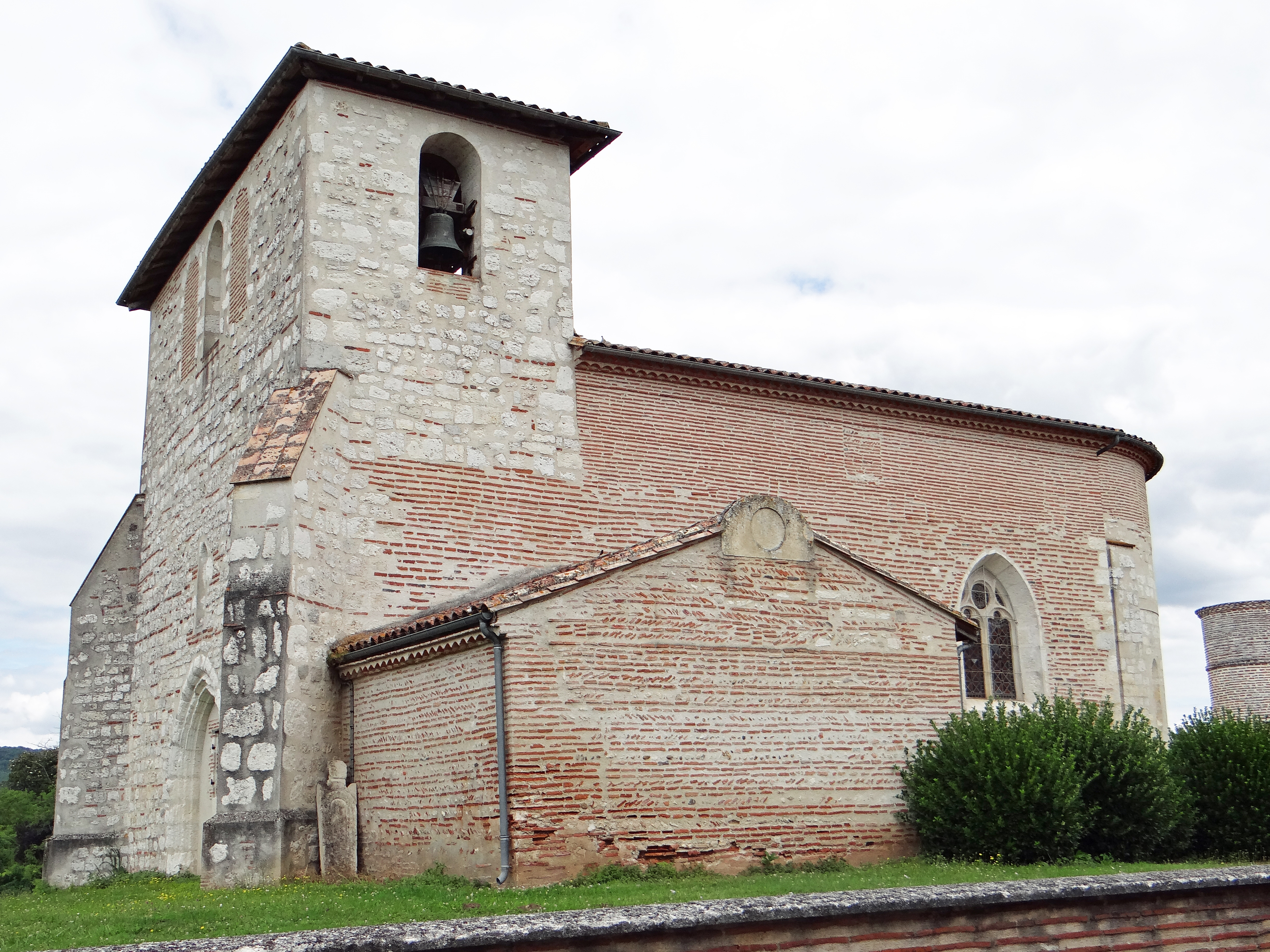
Kirche Saint-Côme-et-Saint-Damien
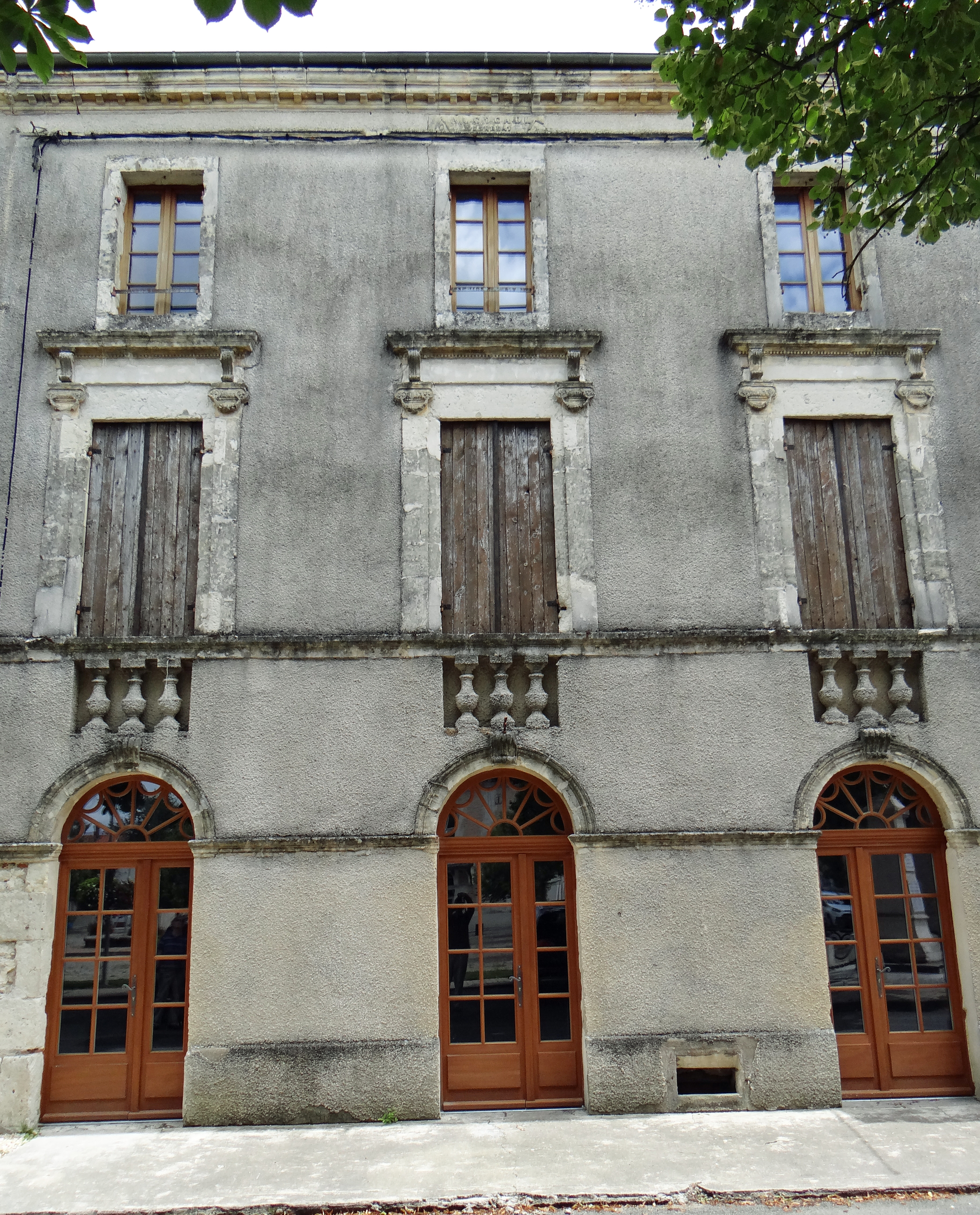
Café Le Sábastopol

## Persönlichkeiten
- François Tosquelles (1912–1994), Psychiater